# Burg Michelstadt
Die Burg Michelstadt, häufig und mit rückläufiger Tendenz auch Kellerei genannt, ist eine ehemalige Stadtburg in Michelstadt im Odenwaldkreis in Hessen.
Die Burg entstand aus einem fränkischen Meierhof heraus, ihr aus dem 10. Jahrhundert stammender Vorgängerbau wurde 1307 zerstört. Das heutige Areal war ursprünglich nur die Vorburg, die ehemalige Kernburg ist nicht erhalten. Die heutige Anlage entstammt im Wesentlichen den Wiederaufbauarbeiten des 14. Jahrhunderts sowie verschiedenen Baumaßnahmen des 16. und 17. Jahrhunderts.
Die Anlage wurde 1970 von der Stadt Michelstadt gekauft, in den Folgejahren saniert und ist heute unter anderem Sitz des Stadtmuseums Michelstadt. Der Keller des Speicherbaus dient gelegentlich kulturellen Veranstaltungen und verschiedenen Märkten oder als Konzertsaal während der „Michelstädter Musiknacht“.

## Geschichte und Baugeschichte
Obwohl nicht durch Grabungen oder Urkunden gesichert, kann wohl davon ausgegangen werden, dass sich auf dem Gelände der heutigen Anlage ursprünglich ein alamannischer Edelhof befand. Durch Schenkung kam das Kammergut Michelstadt 741 in den Besitz Bischof Burkhart von Würzburgs, nach dessen Tod kam es erneut an die Krone. Es dürfte als fränkischer Meierhof bestanden haben. Einhard erhielt die Mark Michelstadt für seine Verdienste von Kaiser Ludwig dem Frommen am 11. Januar 815 durch Schenkung. Einhard selbst ließ wohl Gebäude und Wohnungen errichten, sodass nach seiner Inbesitznahme die Anlage als „befestigter Herrenhof“ gesehen werden kann. Möglicherweise schrieb er hier Teile seines Hauptwerkes, der Vita Karoli Magni. Durch Verfügung in dessen Testament fiel beim Tode Einhards 840 dessen Besitz an das Kloster Lorsch. Einer der Äbte dieses Klosters, Abt Gerbodo von Lorsch, ließ um oder nach 950 dort ein steinernes Haus errichten. Im Codex Laureshamensis wird der Ort castellum Michelnstat genannt. Ob die heute noch als Gerbodomauer bezeichnete Außenmauer zum sogenannten Storchenwinkel bzw. Diebsturm hin tatsächlich noch aus dieser Zeit stammt, darf bezweifelt werden. Der Struktur nach erinnert sie eher an ein Werk des späten 14. Jahrhunderts und besitzt Ähnlichkeit mit dem neckarseitigen, östlichen Teil der Stadtbefestigung von Hirschhorn, deren Baubeginn 1392 war. Philipp Buxbaum fand bei einer Grabung 1938 im Hof der Burg Reste eines 7,40 Meter breiten Gebäudes vor dem nördlichen, ehemaligen Amtshaus, das zu diesem etwa um 90 Grad versetzt war. Er konnte oder wollte den Bau aber nicht zuordnen. Eine abermalige Grabung im Jahr 1982 brachte keine weiteren Ergebnisse.
1307 zerstörte Pfalzgraf Rudolf I. Stadt und Burg im Zuge der damaligen Auseinandersetzungen zwischen der Kurpfalz und Kurmainz. Aus den kurpfälzischen Regesten geht hervor, dass die Anlage wohl von der seit Mitte des 13. Jahrhunderts abgespaltenen Michelstädter Seitenlinie der Schenken von Erbach zu einer Burg ausgebaut worden war. Zu dieser Zeit war sie mit Burgmannen besetzt. Bei Grabungen im Hofbereich der Kellerei wurde 1981 ein Graben entdeckt, in dessen Verfüllung sich Brandschutt befand. Die Verfüllung lässt sich zeitlich mit der Zerstörung von 1307 in Einklang bringen.
Die Erbacher Schenken hatten sich zwar noch 1321 verpflichtet, dass sie „vber zwei Jar kein Burklichen Buw zu Michelstadt machen sal“, also dass über zwei Jahre keine Neuanlage errichtet werden soll, bauten die Burg aber offensichtlich danach recht schnell wieder auf, da bereits 1344 über eine bestehende Burg berichtet wird. Bauherr dürfte Schenk Eberhard IV. gewesen sein. 1388 verkaufte eine Irmela von Dürn, Witwe eines Diether Rauch, ihren aus Haus und Hof in der Michelstädter Burg bestehenden Besitz den Schenken von Erbach für 200 Gulden. Bemerkenswert daran ist, dass sie bzw. ihr Mann zwar wohl Lehensnehmer der Erbacher Schenken waren, der in der Burg bestehende Besitz aber ein Allod war. Dieses bestand trotz der aufgezwungenen pfälzischen Lehenshoheit weiter, da in allen folgenden, die Burg betreffenden Lehensurkunden der von der Witwe verkaufte Bestand ausgenommen wurde. So heißt es in einem späteren Lehensbrief: „Michelstadt, die Stadt halb, ausgenommen den Hof, der gekauft ist von Diether Rauch“.
Etwa von 1390 bis 1395 oder etwa 1400 wurde die Stadt mit der teilweise heute noch erhaltenen Stadtmauer umgeben, in welche die Burg so weit einbezogen wurde, dass sie an zwei Stellen daran anschloss. 1515 bezog Schenk Valentin die Burg, obgleich er noch im gleich Jahr starb. Die Anlage wandelte sich merklich mit der Errichtung neuer Gebäude ab 1517, vornehmlich zu Wohn- und Verwaltungszwecken, wohl größtenteils unter Graf Georg I. zu Erbach. Erstmals „Kellerei“ genannt wird die Anlage in einem Dokument von 1532.
Nicht ganz geklärt ist, wann die eigentliche Hauptburg niedergelegt wurde. Vermutet wird, dass dies etwa in den Jahren des Baus der Stadtmauer stattfand, spätestens aber 1515. Thomas Steinmetz vermutet, dass sich Reste der Kernburg heute im Bereich des Stadtwalles befinden.

## Anlage

### Hauptgebäude auf der südlichen Seite
Das Hauptgebäude, möglicherweise der ehemalige Palas der Burg im Süden des rechteckigen Innenhofes, trägt die Jahreszahl 1506. Es steht mit dem Rücken zur Stadtmauer und bestand ursprünglich aus drei älteren Teilen, die schließlich unter einem Dach zusammengefasst wurden. Die Form des Fachwerks im Mittelbau weist in das 16. Jahrhundert, die seitlichen Trakte wurden im 17. und 18. Jahrhundert hinzugefügt. In einem bereits länger bekannten vermauerten Turm im Hauptgebäude wurde 1986 ein Durchgang erkannt. Die Wölbung weist darauf hin, dass hier von außen eine Zugbrücke angesetzt war. Auch dies würde darauf hindeuten, dass sich im heute noch erhöht liegenden Wallareal außerhalb der Stadtmauer eine Kernburg in Form einer Stadtburg befand, die heute bis auf vermutete Reste abgegangen ist.
Das Gebäude hat im Bereich der Stadtmauer eine Mauerstärke von 1,60 Metern, die sich zum Ostflügel hin auf 1,45 Meter verringert. Der mittlere Gebäudetrakt wird im Untergeschoss von einem 5,75 × 5,00 Meter messenden Raum eingenommen, der von einem Tonnengewölbe überspannt ist. Das ursprünglich vorhandene Spitzbogentor wurde später mit Blendmauerwerk ausgemauert und bietet seitdem nur noch einer Rundbogentür und einem Fenster Platz.
Anfänglich als Wohnsitz genutzt, diente das Hauptgebäude später als Witwensitz Erbacher Gräfinnen und letztlich – bis zum Verkauf an die Stadt – als Bürgerschule.

### Speicherbau, westliche Seite
Der Speicherbau im Westen des Burghofes beherbergt heute das Museum. Er besitzt ein hohes, auf sieben mächtigen Sandsteinpfeilern aufliegendes Kellergewölbe. Seine oberen Geschosse wurden im Inneren stark umgebaut. Außen befindet sich eine doppelläufige Freitreppe, an der Brüstung das Allianzwappen Graf Georgs I. von Erbach und seiner Frau Elisabeth von der Pfalz sowie die Jahreszahl 1539. Sie bezieht sich allerdings wohl nur auf die Errichtung des Treppenaufgangs selbst, der Bau mit den Maßen 37 × 13 Metern ist deutlich älter, in Teilen eventuell noch aus dem 13. Jahrhundert. Am Nordgiebel findet sich die Jahreszahl 1517.
Das Gebäude diente über Jahrhunderte als Zehntscheune. Die Stützmauern zum Diebsturm hin stammen erst aus dem späten Mittelalter und weisen große Ähnlichkeiten zur Außenmauer der Kernburg an der Burg Breuberg auf.
Seit Mai 2014 bauen die Modelleisenbahnfreunde Odenwaldkreis im Dachgeschoss an einer Modellbahnanlage in Spur H0. Das Thema der Anlage ist die Odenwaldbahn.
Wegen des Museumsumbaues im Speicherbau, ist dieser bis mindestens Mitte 2021 geschlossen.

### Ehemaliges Amtshaus, nördliche Seite
Dieses Gebäude war der eigentliche gräfliche „Keller“, also das Amtshaus als Sitz der gräflichen Verwaltung, von der die gesamte Burg ihren späteren Namen erhielt. Die drei dort sichtbaren Jahreszahlen 1501, 1549 und 1621 zeigen, dass dieser Teil der Burg verschiedentlich umgebaut wurde. Ein Gewölbe im Erdgeschoss weist darauf hin, dass hier möglicherweise eine spätgotische Kapelle untergebracht war. Wolfram Becher nimmt aufgrund der heute niedrigen Höhe des Aborterkers auf der nördlichen Außenseite an, dass sich ursprünglich auch hier ein umlaufender Graben befand, der vom vorbeifließenden Bach Kiliansfloss hätte gespeist werden können.

### Ehemalige Remise, jetzt Mühle, Ostseite
Auf der Ostseite befindet sich das Gebäude der ehemaligen Remise der Burg, sie diente über Jahrhunderte den Bewohnern der Burg als Unterstand für Kutschen und zur Aufbewahrung von Sattel- und Zaumzeug. Das Gebäude war zwischenzeitlich verkommen und sanierungsbedürftig. Ein privater Verein sanierte das Gebäude und baute bis 1993 eine komplette, funktionsfähige Mühle ein. Es handelt sich dabei um das Innenleben der Kainsbacher Mühle, urkundlich erstmals erwähnt 1426 als Bannmühle. Erweiterungen des Mahlbetriebs, so die Erhöhung der Mahlgänge von einem auf drei und die dafür notwendige Erweiterung der Bieth erfolgten im 18. Jahrhundert. Die Mühle war in Kainsbach bis 1956 in Betrieb und wurde dort durch Wasserkraft angetrieben, heute erfolgt der Antrieb über einen Elektromotor. Die Mühle ist jeweils mittwochs, samstags und sonntagnachmittags ohne Eintrittspreis zu besichtigen.

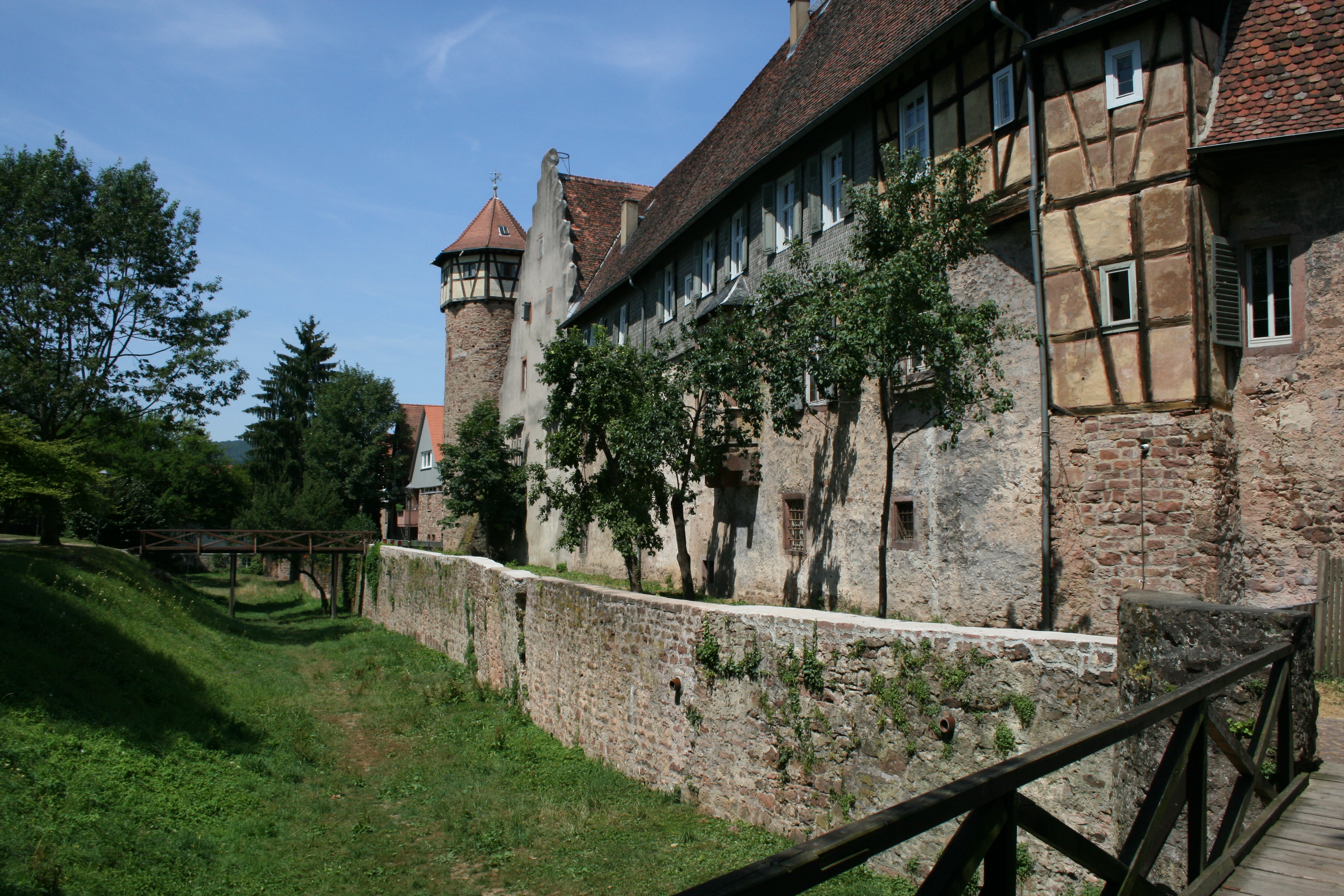
Blick in den Stadtgraben mit Rückseite des Hauptgebäudes und Diebsturm
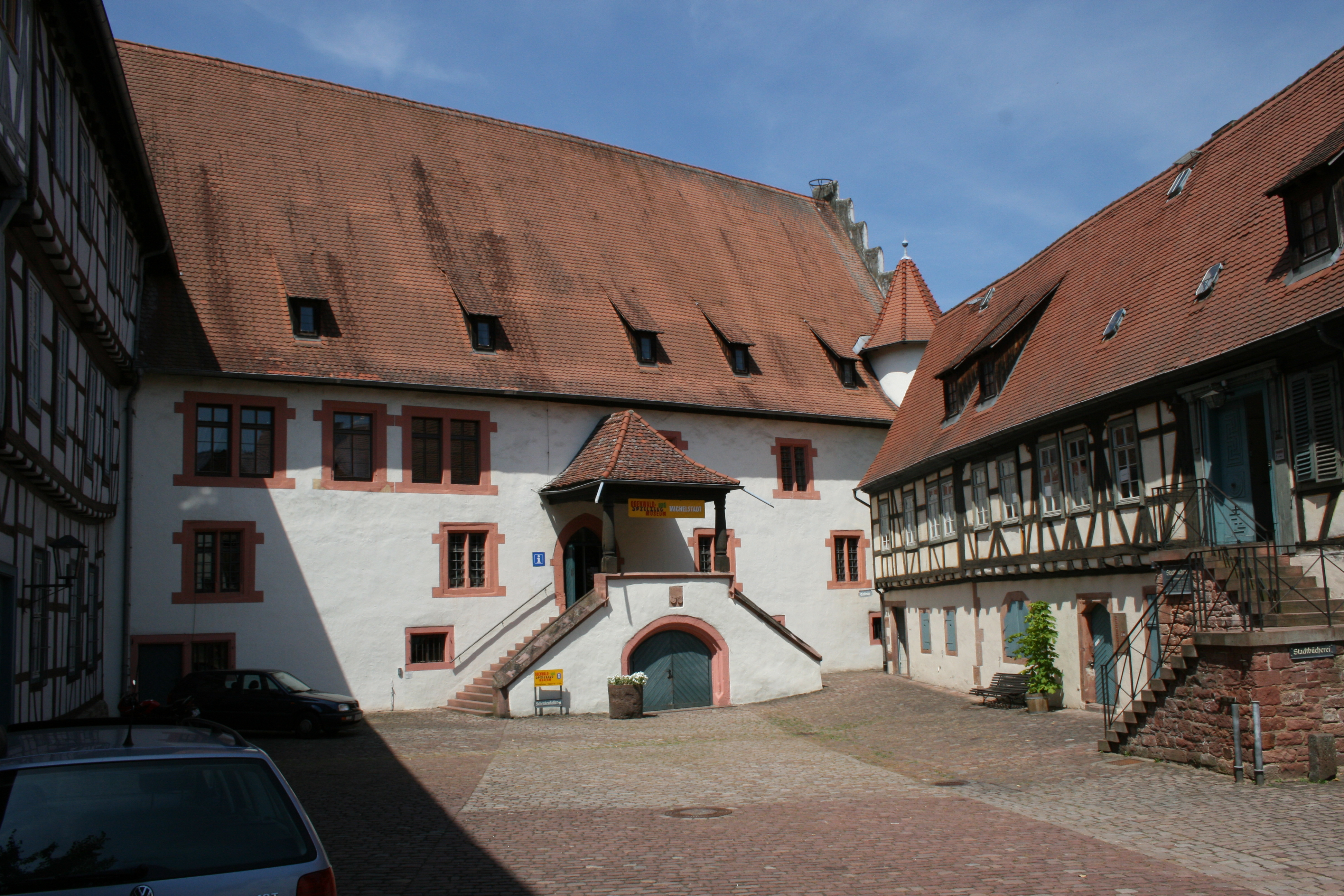
Blick in den Hof mit zentralem Speicherbau, links das südliche Hauptgebäude und rechts das ehemalige Amtsgebäude auf der Nordseite
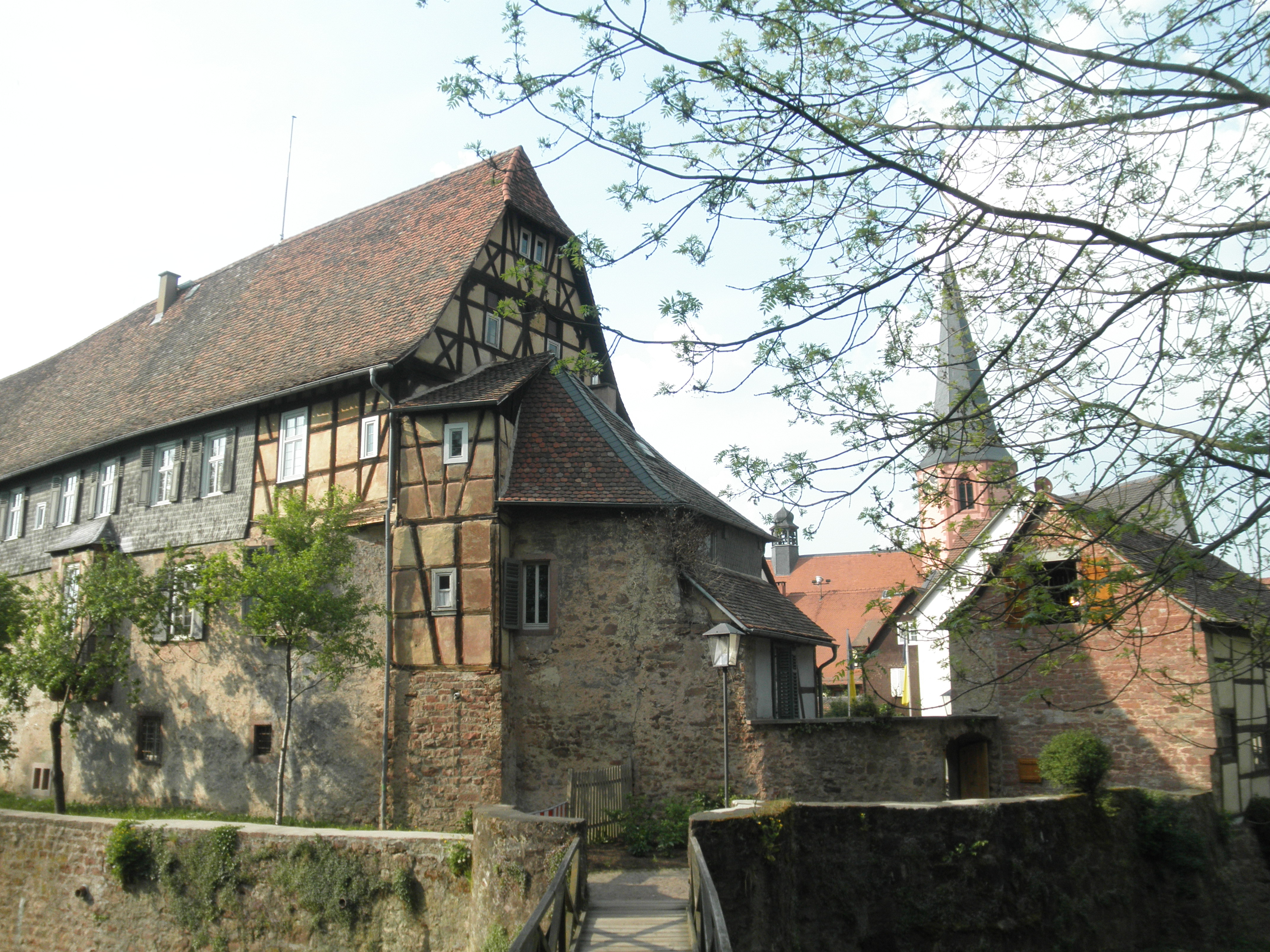
Südostseite
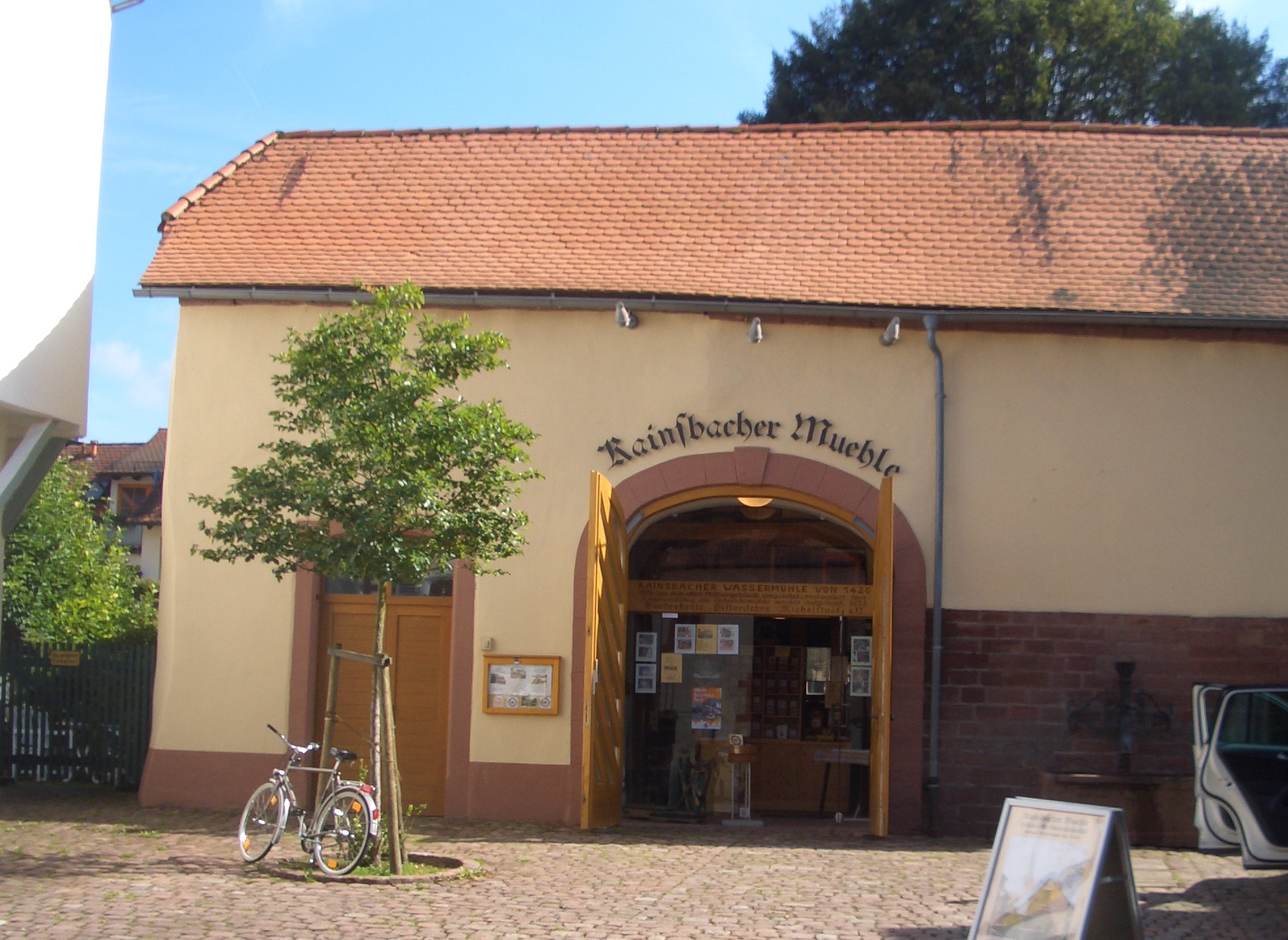
Ansicht der ehem. Remise – jetzt die Technik der ehemaligen Kainsbacher Mühle enthaltend – vom Burghof aus gesehen
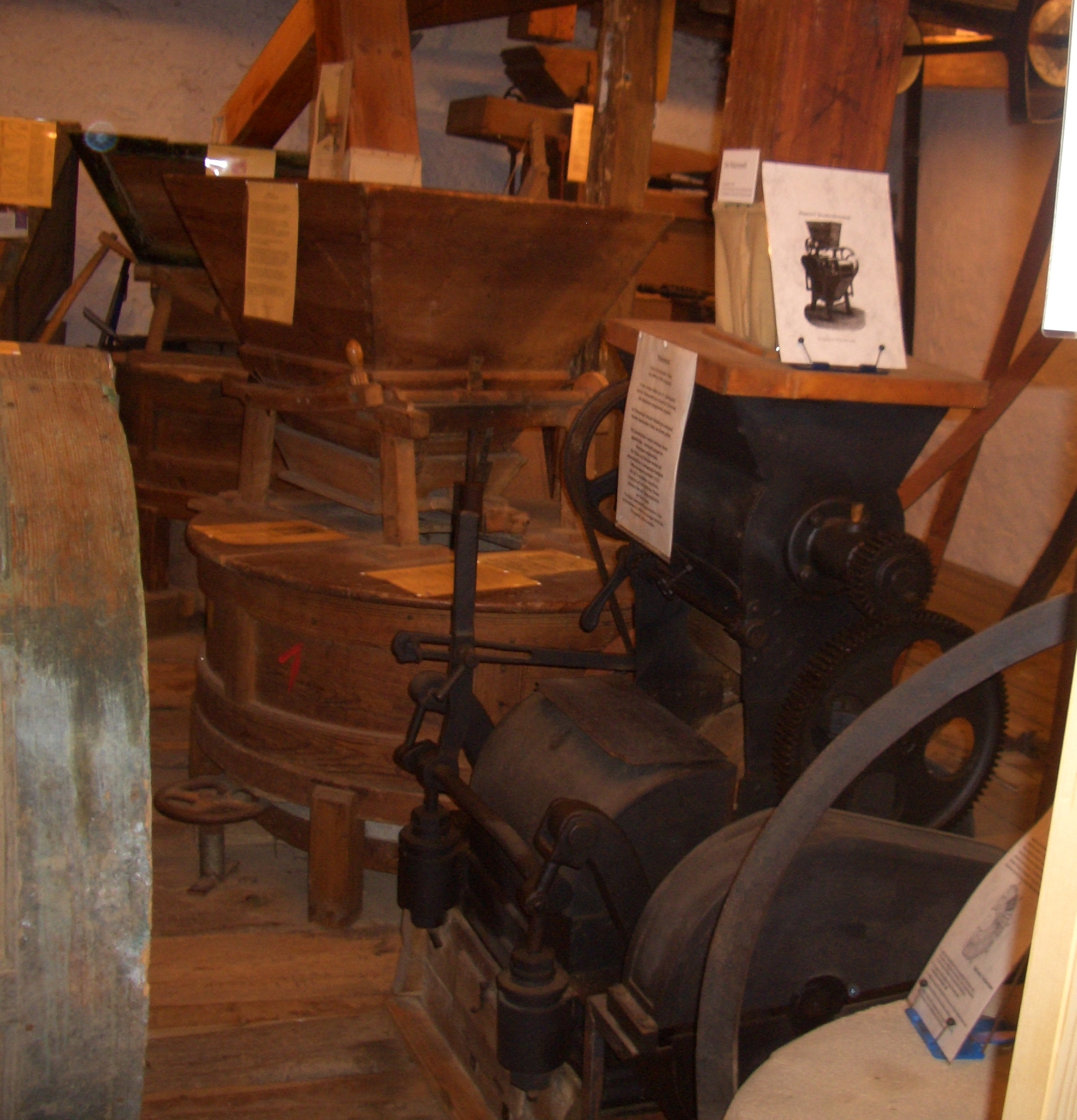
Mahlbodens im 1. OG der ehem. Kainsbacher Mühle
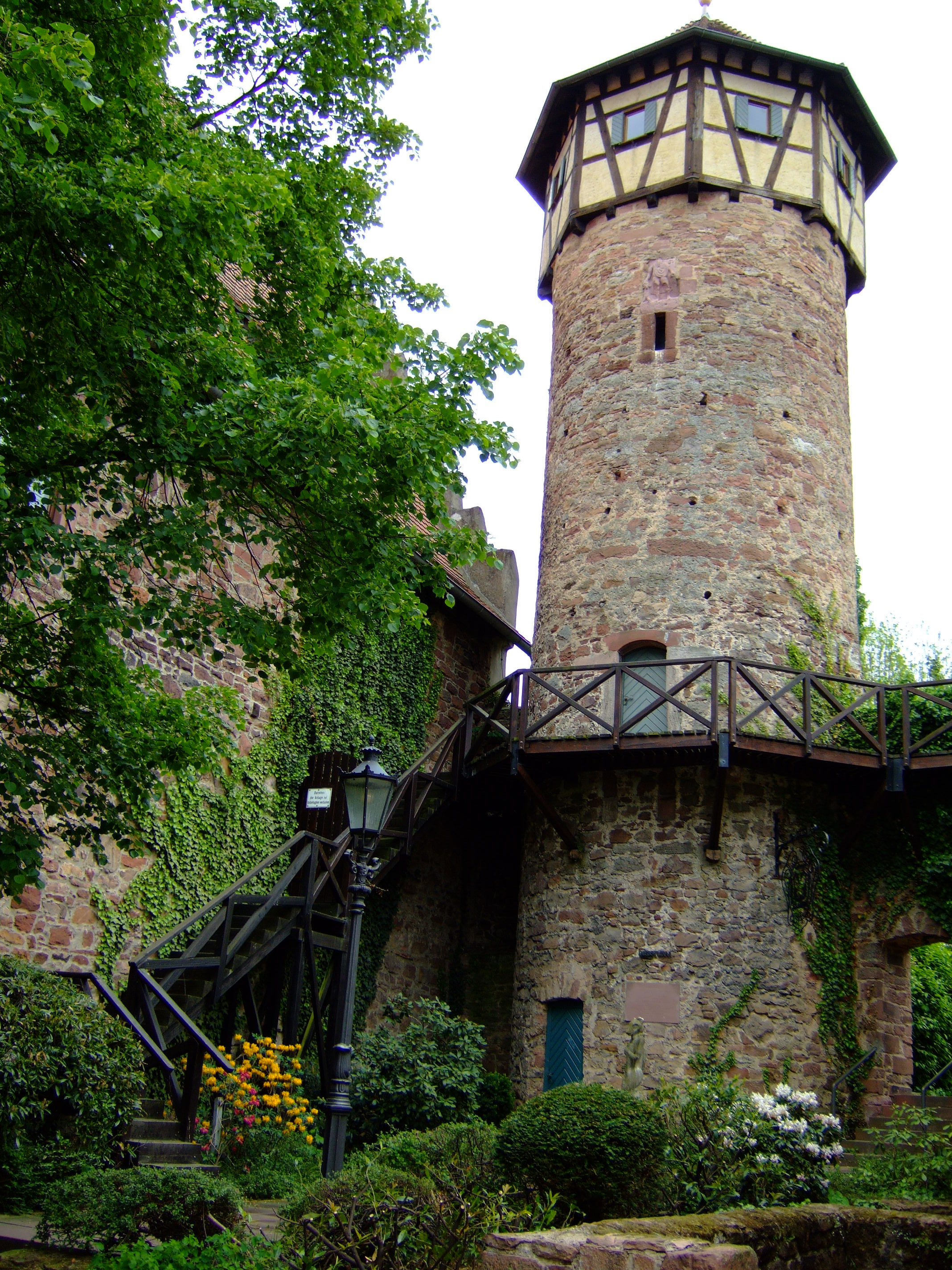
Ansicht des Diebsturms, Innenseite der Stadtmauer. Mercurius-Relief über der Schießscharte
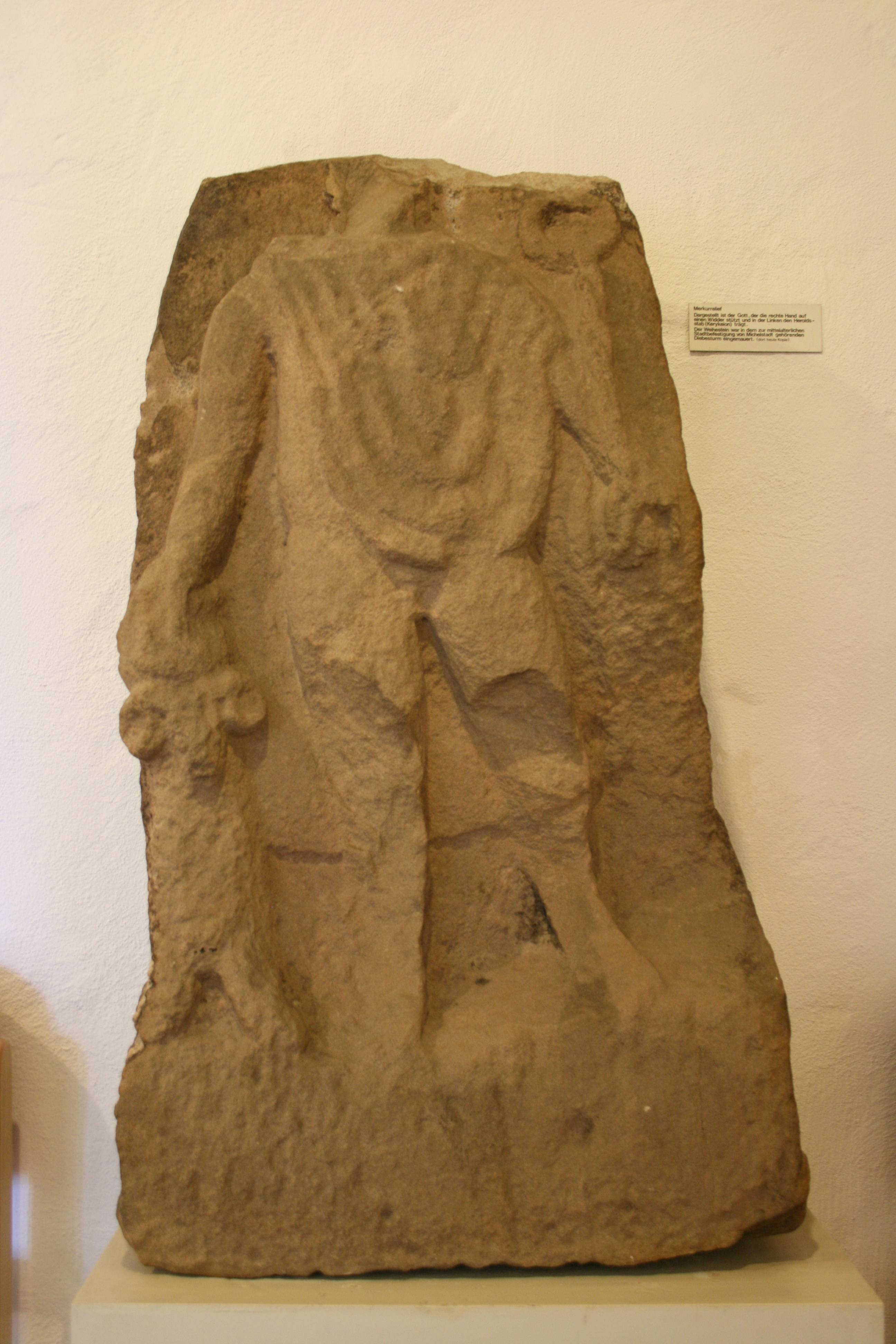
Original des Mercuriusreliefs im Museum

### Diebsturm
Der westlich des Speicherbaues gelegene Diebsturm gehörte als Bergfried der vorfränkischen  Burganlage aus dem Ende des 9. Jahrhunderts an und wurde ab 1315 als Kerker und Verlies des Centgerichts Michelstadt genutzt. Das untere Stockwerk war vollständig geschlossen aufgemauert und hatte weder Tür noch Fenster. Die Gefangenen wurden mit einem Seil vom darüberliegenden Stockwerk in diesen Raum hinabgelassen. Der Turm wurde ab 1400 als Wehrturm in der Stadtmauer integriert und stürzte 1795 teilweise zusammen. Die alte Haube des Turms wurde 1798 abgenommen, die heutige mit Fachwerk ist modern. In etwa zehn Metern Höhe wurde ein antikes römisches Mercuriusrelief vermauert. Heute befindet sich dort aber nur noch eine Kopie, denn das Original ist im ersten Stock des Museums ausgestellt. Die Figur lässt aufgrund ihrer Disproportionierung und der untersetzten Darstellung auf einen „wenig geschulten, einheimischen“  Steinmetz schließen. Der Turm wurde 1970 von der Stadt Michelstadt mit der Michelstädter Kellerei von der Erbacher Grafschaft erworben und 1972 bei der Wiederherstellung mit dem Haubenaufbau mit Turmzimmer und dem Anschluss an den Wehrgang versehen.